# Heroldo de Esperanto
A Heroldo de Esperanto eszperantó folyóirat, amelyet 1920-ban alapított Teodor Jung. 1994-ben a folyóiratot FAME-díjjal tüntették ki. Kiadja az Esperanta Civito.

## Története
Teodor Jung 1920 áprilisában alapította az újságot Kölnben (Németország) Esperanto Triumfonta címmel. Eredetileg hetilap volt, csak három hetente jelent meg, az eszperantó leggyakrabban megjelent újsága. Politikától és vallástól független, túlélte a náci rendszer első üldöztetését, de 1936-ban Hollandiába kellett költőznie. Az utolsó szám Esperanto Triumfonta címmel 1924. december 31-én jelent meg. 1925. január 3-a óta Heroldo de Esperanto néven. 2018. május 12-én létrehozták a Heroldo blogját és YouTube csatornáját.

## Fordítás
- Ez a szócikk részben vagy egészben  a   Heroldo de Esperanto című eszperantó Wikipédia-szócikk ezen változatának fordításán alapul.  Az eredeti cikk szerkesztőit annak laptörténete sorolja fel. Ez a jelzés csupán a megfogalmazás eredetét és a szerzői jogokat jelzi, nem szolgál a cikkben szereplő információk forrásmegjelöléseként.